# Akuma no Himitsu
Akuma no Himitsu (アクマのひみつ lit. El secreto del demonio?) es un manga de género yaoi y romance escrito e ilustrado por Hinako Takanaga, también autora de mangas como Challengers, Koisuru Boukun y Bukiyō na Silent. Su primer y único volumen fue publicado el 10 de mayo de 2007 en la revista Be X Boy. Ha sido licenciado para su publicación en Estados Unidos por 801 Media, mientras que en Alemania lo ha sido por Tokyopop Germany.

## Argumento
El padre Mauro, un sacerdote que se ocupa de una pequeña parroquia en un pueblo rural, acoge a un joven herido llamado Raoul y descubre que es un íncubo. El padre Mauro encuentra difícil ignorar sus crecientes sentimientos por Raoul, especialmente cuando este enferma debido a que no ha tenido relaciones sexuales (para un íncubo el no tener relaciones es lo mismo que morir de hambre). Más adelante, el hermano mayor de Raoul, Baldur, viene a recogerlo y llevarlo de vuelta al reino demoníaco. Baldur desaprueba la relación de Raoul y el padre Mauro, debido a que cree que Raoul debería usar sus poderes para hacer que este sea su esclavo sexual en lugar de estar "rogándole" por sexo. Baldur es repelido por Raoul, pero sus palabras infunden la duda en el padre Mauro, quien comienza a vacilar sobre sus propios sentimientos al enterarse de este poder de los íncubos. El padre Mauro termina rechazando a Raoul, quien se deprime y toma la forma de una bola. 
Baldur planea llevárselo consigo, pero el padre Mauro lo detiene de hacerlo. Raoul recupera su forma normal cuando el padre Mauro confiesa su amor hacia él y la pareja hace las paces, mientras que Baldur vuelve al reino de los demonios al decidir que no podría llevarse a Raoul sin que se convirtiese de nuevo en una bola. De vuelta en el reino de los demonios, Baldur le explica a su padre la situación de Raoul y se reecuentra con un viejo amante, Zahan, quien desea retomar su relación con él. En el epílogo, se muestra que el padre Mauro y Raoul ahora son una pareja, además de que a Raoul también le han crecido sus cuernos, cola y alas; todo de lo cual es capaz de ocultar cuando no está "comiendo".

### Historias cortas
El manga contiene otras tres historias cortas llamadas Muda na Koto Shimasho!, Yuki ga Kuru Mae ni y Akuma-tachi no Himitsu.

#### Muda na Koto Shimasho!
Shūji Hagino es un joven aspirante a maestro que odia hacer cosas improductivas y no entiende la homosexualidad debido a que, en su mente, la procreación es el único propósito del sexo. Cuando un muchacho le detiene en la calle y le dice que le parece bonito, la reacción inmediata de Shūji es la de golpearlo. Desafortunadamente para Shūji, resulta que el muchacho, Kenya Sawatari, es un estudiante en la escuela donde comienza a enseñar. El práctico y serio Shūji se enfretará a la posibilidad de encontrar su alma gemela en el muy coqueto e infantil Sawatari.

#### Yuki ga Kuru Mae ni
"Si fueras una chica, definitivamente me enamoraría de ti...", la frase que el universitario Tomono solía decirle en modo de broma a su compañero y amigo de la escuela secundaria, Yuba, hasta enterarse de que, a Yuba realmente no le importaba que no fuera una chica.

#### Akuma-tachi no Himitsu
Una continuación de Akuma no Himitsu que narra la vida amorosa del hermano mayor de Raoul, Baldur, y de su examante Zahan.

## Personajes

#### Akuma no Himitsu
Padre Mauro (マウロ神父?)
Es un joven sacerdote que se ocupa de una pequeña parroquia en un pueblo rural. Acoge a Raoul luego de encontrarlo herido fuera de la parroquia, y con el tiempo comienza a sospechar que podría no ser humano. Al enterarse de que en realidad era un íncubo, se sorprende gratamente pero no hace ningún esfuerzo para apartarlo de su lado.
Raoul (ラウル Rauru?)
Es un íncubo que fue encontrado malherido por el padre Mauro. Su padre es un demonio y su madre una amante súcubo. Aunque jamás se explica como llegó al mundo de los humanos en primer lugar, su hermano mayor, Baldur, fue enviado por su padre para llevarlo al mundo de los demonios. 
Baldur (バルダーズ Barudā?)
Es el hermano mayor de Raoul. A diferencia de su hermano, Baldur es un demonio y ninguno de los dos muestra algún parecido físico con el otro. 
Zahan (ザハーン Zahān?)
Es un demonio, antiguo amante de Baldur. Al reencontrarse con Baldur desea retomar su relación con él, a pesar de que este inicialmente se muestra reticente.

#### Muda na Koto Shimasho!
Shūji Hagino (萩野 修二 Hagino Shūji?)
Es un estudiante de 21 años aspirante a profesor. Odia hacer cosas improductivas y no entiende la homosexualidad debido a que, en su mente, la reproducción es el único propósito del sexo. Su primer encuentro con Sawatari no fue el mejor, puesto que Hagino terminó golpeándolo en la cara cuando este intentó cortejarlo en la calle. Vuelve a encontrarse con Sawatari en la escuela donde ingresa para su estrenamiento como profesor, donde también resulta que Sawatari es su alumno.
Kenya Sawatari (沢渡 健也 Sawatari Kenya?)
Es un estudiante de secundaria, alegre e infantil. Se enamoró perdidamente de Hagino y desde entonces se propone a consquistarlo.

## Recepción
Leroy Douresseaux de Comic Book Bin calificó el manga con una puntuación de "B+", comentando que «[el manga] ciertamente tiene una premisa escandalosa y sacrílega; un sacerdote tiene sexo gay, muy excitante y sexy, con un demonio, y la ejecución de la historia también juega con este desvergonzado escenario de calificación X en todo su esplendor. Sin embargo, el aspecto más audaz de Akuma no Himitsu es que al amor romántico no le importa la inconveniencia o el mal gusto. Raoul y Mauro se amarán; al demonio con lo que piensa el resto del mundo. Otras dos historias completan esta colección de historias acerca de la perseverancia del amor improbable. Son ligeramente entretenidas, pero el mejor material es el de Mauro y Raoul».
A su vez, Holly Ellingwood de activeAnime ha comentado que «es una historia encantadora. El estilo del arte es tierno y atractivo, al igual que el diseño de los personajes masculinos. La historia es explícita pero también tiene un divertido sentido del humor. El manga continúa con otras tres historias cortas. [...] El final es una historia extra del hermano demoníaco Raoul y su vida amorosa en el inframundo. Es divertido y creativo, y agrega fantasía a un manga ya fantástico».